# タオルクラゲ
タオルクラゲは、風呂において浴槽でタオルを用いて行う遊び。タオル風船（タオルふうせん）、タオルまんじゅうとも呼ばれる。

## 概要
浴槽の面にタオルを広げて浮かべ、両手で輪を作るようにしながらタオルの下に入れてタオルをつかむ。手を持ち上げると、タオルの中に空気がたまって膨らむ。この膨らみを囲うようにしてタオルの周りをつかみながら沈めると、タオルがクラゲのような形になる。沈めたり空気で膨らんだ部分を握ったりすると、ブクブクと泡が出る。